# 中国原子能科学研究院
中国原子能科学研究院 (China Institute of Atomic Energy、CIAE) は中華人民共和国北京市房山区新鎮街道にある中国の原子力研究所で、中国の原子力技術および核兵器開発の発祥の地であるとともに同国の原子力研究開発拠点である。国家原子能機構と連携し、中国国内のすべての原子炉の設計、製造および運転を担当している。中国では略して原子能院と呼ばれる他、コードネームで401所と呼ばれることもある 。 
原子能研究院の前身は1950年に設立された中国科学院現代物理研究所で、現在は中国核工業集団の傘下にある。同院には、600人以上の上級研究員および技術者と両院院士5人を含む約3,000人が所属している。両弾一星功労勲章を受章した呉有訓、銭三強、王淦昌など、同国有数の研究者が歴代院長を務めている。 
原子能院は中華人民共和国建国後に設立された最初の原子力科学専門の研究機関であり、60人以上の両院院士がここで研究に従事してきた。また、数十年のうちに数多くの原子力研究機関や原子力企業がスピンオフしている。このため、原子能院は中国の原子力産業の母 (中国語では “老母鸡” という) と呼ばれている。 

## 歴史
- 1950年5月19日　中国科学院現代物理研究所が設立された。当時は北京市東城区東黄城根甲42号にあり、初代院長は呉有訓、副院長は銭三強であった。
- 1953年　中国科学院は現代物理研究所を物理所に改称することを決定した。
- 1954年　北京西郊外の中関村に移転した。
- 1955年　中央政府が北京南西の青竜湖鎮坨里村に新たな研究拠点を建設することを決定し、コードネームとして601廠 (後に401所) を付与した。
- 1958年　中国で最初の実験用原子炉およびサイクロトロンが建設され、中国科学院原子能研究院に改称された。
- 1984年　中国原子能科学研究院に改称された
- 2010年5月13日　中国先進研究炉 (CARR) が初臨界を達成した。
- 2011年7月21日　中国高速実験炉が送電網に同期し、発電を開始した。

## 研究分野
- 核物理学
- 核化学および放射化学
- 原子炉工学
- 加速器技術
- 原子力計装および検出技術
- 同位体技術
- 放射能測定と放射線防護

## 研究プラットフォーム
- 中国先進研究炉
- 中国高速実験炉
- HI-13 タンデム加速器
- 核燃料後処理放射化学実験施設

## イベント
2012年1月25日付の産経新聞で、日本原子力研究開発機構 (JAEA) が中国高速実験炉が発電機建屋での事故のため運転を停止したことを検知した、と報じた。これに対し、原子能科学研究院は中国高速実験炉は2011年7月に目標を達成した後、冷温停止状態にあり、事故はまったく起こりようがないと反論した。一方、JAEAもこのような未確認情報をメディアが報道しているのは遺憾である旨の声明を発表した 。 